# Anchoviella blackburni
Anchoviella blackburni är en fiskart som beskrevs av Hildebrand, 1943. Anchoviella blackburni ingår i släktet Anchoviella och familjen Engraulidae. Inga underarter finns listade i Catalogue of Life.